# Ser lubuski
Ser lubuski – gatunek polskiego sera, który produkowany jest z krowiego mleka. Ser ten zaliczany jest do serów podpuszczkowych oraz dojrzewających. Ser lubuski ma smak pikantny, lekko kminkowy i posiada posmak pieprzu. Produkowany był w zakładach mleczarskich w Łowiczu (OSM Łowicz), Wysokiem Mazowieckiem (Mlekovita) i Zamościu (OSM Krasnystaw). Zawiera 45% tłuszczu w suchej masie.